# Jeliou Jelev
Jeliou Mitev Jelev (en bulgare Желю Митев Желев), né le 3 mars 1935 et mort le 30 janvier 2015, est un homme d'État bulgare, ex-dissident, président de la République entre 1990 et 1997.

## Biographie
Jelev est né dans le village de Veselinovo (en), obchtina de Smyadovo, oblast de Choumen. Il reçoit un diplôme en philosophie de l'université Saint-Clément-d'Ohrid de Sofia en 1958, puis un doctorat en philosophie en 1974.
Jelev adhère au Parti communiste bulgare mais en est exclu en 1965 pour des raisons politiques. Il reste ensuite 6 ans sans travail.
En 1988, il fonde le comité de Roussé, puis le Club pour le soutien à la glasnost et à la perestroïka dont il est président. Il est ensuite président du conseil de coordination de l'Union des forces démocratiques. Jelev est élu député à la 7e Grande Assemblée nationale, laquelle l'élit président de la République le 1er août 1990. Il est ensuite élu au suffrage universel en janvier 1992 et effectue un mandat de 5 ans. Il est battu lors des primaires de l'UDF en juin 1996 par Petar Stoyanov, qui devient président en janvier 1997.
Après sa présidence, Jelev reste actif en politique, quoique plus discret. Il est élu président honoraire de l'Internationale libérale. En 1997, il fonde une fondation Jelev qu'il dirige. Il est aussi le fondateur et président du Balkan Political Club, un groupe d'anciens dirigeants de l'Europe du Sud-Est.
Jelev est l'auteur de nombreux livres, le plus connu et le plus controversé étant Fachizmat (Фашизмът ; fascisme) paru en 1982. Trois semaines après sa publication, le livre est interdit et retiré des librairies car il essaie de souligner des points communs entre les régimes fascistes et communistes.

## Publications
- Le fascisme - État totalitaire, Éditions Rousseau, 1993,  (ISBN 978-2-88415-015-6)